# Archaeovenator
Archaeovenator es un género extinto de pelicosaurios perteneciente a la familia Varanopidae que vivió en el Carbonífero Superior en lo que ahora son los Estados Unidos. El nombre del género significa «cazador antiguo». Sólo una especie se ha documentado, Archaeovenator hamiltonensis, y es el varanópido más antiguo que se conoce. El examen filogenético indica que es un grupo hermano de todos los demás varanópidos. El fósil fue preservado en el sitio Hamilton Quarry en Kansas.